# Tonijnen
Tonijnen (Thunnus) zijn oceaanvissen uit de familie van de makrelen (Scombridae). Ook soorten uit andere geslachten worden echter wel met 'tonijn' aangeduid, zoals de gestreepte tonijnen (Katsuwonus). Tonijnen zijn snelle zwemmers die snelheden kunnen bereiken van 75 km/u. Hun lichaam is dicht bij de staart erg slank, de staart is diep gevorkt en er zijn twee rugvinnen.
Anders dan de meeste vissen, die wit vlees hebben, heeft de tonijn roze vlees. Dit komt door het myoglobine in de spieren van de tonijn. Deze rode spieren geven de tonijn een groot uithoudingsvermogen. Van sommige grotere tonijnsoorten, zoals de blauwvintonijn (bluefin), is de temperatuur van de lichaamskern hoger dan de watertemperatuur. Dit stelt hen in staat om in koelere wateren te leven dan andere vissoorten.
Tonijnen voeden zich met haring, makreel, inktvis, zandspiering en kwallen. Ze komen het gehele jaar voor in de Atlantische Oceaan, Grote Oceaan en de Middellandse Zee, in de lente en zomer trekken ze noordwaarts en komen dan soms in de Noordzee voor.

## Taxonomie
Volgens ITIS wordt het geslacht Thunnus onderverdeeld in de volgende soorten:

Ondergeslacht Thunnus (Neothunnus) Kishinouye, 1923
- Thunnus albacares (Bonnaterre, 1788) – Geelvintonijn
- Thunnus atlanticus (Lesson, 1831) – Zwartvintonijn
- Thunnus tonggol (Bleeker, 1851) – Tonggoltonijn

Ondergeslacht Thunnus (Thunnus) South, 1845
- Thunnus alalunga (Bonnaterre, 1788) – Witte tonijn
- Thunnus maccoyii (Castelnau, 1872) – Zuidelijke blauwvintonijn
- Thunnus obesus (Lowe, 1839) – Grootoogtonijn
- Thunnus orientalis (Temminck and Schlegel, 1844)
- Thunnus thynnus (Linnaeus, 1758) – Blauwvintonijn

## Soorten van de commerciële visvangst
- Thunnus maccoyii - Southern bluefin Tuna (zuidelijke blauwvintonijn): wordt het meest bedreigd in haar voortbestaan
- Thunnus thynnus - Northern bluefin Tuna (noordelijke blauwvintonijn): wordt het meest bedreigd in haar voortbestaan
- Thunnus obesus – Big eye Tuna (grootoogtonijn): alle grootoogbestanden lopen terug en de meeste zijn overbevist
- Thunnus albacares – Yellowfin Tuna (geelvintonijn): alle geelvinbestanden lopen terug en worden in toenemende mate overbevist
- Thunnus tonggol – Longtail Tuna (langstaarttonijn)
- Thunnus atlanticus – Blackfin Tuna (zwartvintonijn)
- Thunnus alalunga - Albacore (albacore of witte tonijn): nog niet alle bestanden worden overbevist

## Consumptie
Bijna alle commercieel gevangen blauwvintonijn, ook wel reuzentonijn genoemd, gaat naar Japan. Hij wordt daar rauw gegeten als sushi en sashimi. Als gevolg van de overbevissing is met name het aantal blauwvintonijnen afgenomen. Deze soort heeft inmiddels de status ernstig bedreigd. Er zijn ook soorten die ondanks de visserij goed weten stand te houden, zoals de vaak als tonijn verkochte skipjack. Belangrijk is de herkomst van de vis en de manier waarop gevist wordt (handlijn of longline). De Viswijzer geeft actuele informatie over welke soorten duurzaam gevangen worden en niet bedreigd worden. De blauwvintonijn staat op de rode lijst van de Viswijzer 2009-2010.
Het vlees van een tonijn heeft een betrekkelijk hoog kwikniveau, omdat tonijn hoger in de voedselketen zit dan de meeste andere pelagische consumptievissen zoals sardines, haring, ansjovis en makreel. Hierdoor kan het eten van veel tonijn schadelijk zijn voor de gezondheid. De Amerikaanse FDA heeft in maart 2004 richtlijnen opgesteld waarin zwangere vrouwen, borstvoedende moeders en kinderen wordt aangeraden niet te veel tonijn te eten. Ook bevat het vlees van de tonijn weinig omega 3-vetzuren en heeft het een hoge kwik/seleenratio.

## Vangst
De blauwvintonijn wordt al meer dan 2000 jaar in de Middellandse zee gevangen. De Grieken, Romeinen en Feniciërs maakten melding van de jacht op de blauwvintonijn. Er zijn zelfs aanwijzingen dat de Neanderthalers die 50.000 jaar geleden aan de Straat van Gibraltar leefden blauwvintonijn gegeten hebben. Het dier trekt ieder jaar in mei-juli in grote groepen naar de Middellandse Zee om kuit te schieten. Hij is dan makkelijk te vangen. Andere soorten tonijn komen niet altijd op dezelfde plek terug. Het gewicht van gevangen tonijn neemt af in de loop der jaren. Voordat er sprake was van industriële visserij in de Middellandse Zee, vingen vissers soms wel tonijnen van 900 kilo. Halverwege de vorige eeuw was een gewicht van 700 kilo niet ongewoon. Nu is een gewicht van 200 kilo een topexemplaar. Het gemiddelde gewicht is gedaald tot tussen 40-80 kilo. Momenteel kent de tonijnvloot een overcapaciteit van bijna 400% ten opzichte van het duurzaamheidsquotum. De blauwvintonijn is vanwege zijn vechtlust geliefd bij sportvissers.

## Bijvangst
Jaarlijks worden naar schatting 300.000 zeevogels het slachtoffer van de visserij op tonijn en zwaardvis. Ook haaien en zeeschildpadden zijn het slachtoffer van bijvangst. Samenwerkingen tussen de overheid, het bedrijfsleven en natuurorganisaties leiden tot een verduurzaming van de tonijnvangst. Inmiddels is een nieuwe vangstmethode ontwikkeld die ervoor zorgt dat er veel minder vogels in de netten terechtkomen en in de long-line-visserij worden traditionele J-haken omgewisseld door nieuwe cirkelhaken om de ongewenste bijvangst te doen verminderen.

## Kweek
Sinds de jaren 1990 wordt tonijn ook gekweekt in open water (aquacultuur). Jonge exemplaren worden in het wild gevangen en in een aantal maanden vetgemest met wilde sardien, haring en inktvis (de tonijn is een vleeseter). Door de grote aantallen, hoge dichtheid, productie van uitwerpselen, en het gebruik van antibiotica zijn de tonijnboerderijen te vergelijken met bio-industrie aan land.
Een stap verder, maar veel moeilijker, is het kweken van tonijn van ei tot volwassen dier waardoor er helemaal geen wilde vis meer nodig is. In 2002 slaagde Japan er in om de tonijn op deze manier te kweken en in 2004 kwamen er bescheiden hoeveelheden van de Kindai-tonijn op de markt. Australië en Europa hebben inmiddels ook kweekprojecten opgestart. Er wordt geëxperimenteerd met plantaardig voedsel om wilde vis te ontzien.

## Regelgeving en controle
De Internationale Commissie voor het beheer van de Atlantische Tonijn (ICCAT) is verantwoordelijk voor het vaststellen van vangstquota. Daarbij wordt ze geadviseerd door tonijnwetenschappers die hun adviezen baseren op duurzame bevissing. Echter, de quota van de ICCAT zijn hoger dan wat de tonijnwetenschappers adviseren. Bovendien worden de quota op allerlei manier ontdoken. Om de tonijn te redden zou er in de Middellandse Zee een absoluut vangstverbod tijdens de paringsperiode van mei tot juli ingesteld moeten worden. De EU speelt een dubbelrol. Enerzijds heeft ze Spaanse, Franse en Italiaanse tonijnvissers gesubsidieerd, anderzijds probeert ze nu met subsidies de overcapaciteit weer terug te brengen. Controle op naleving wordt uitgevoerd door het Europese Visserij Controle Agentschap. De Europese Commissie maakte op 8 september 2009 bekend er voor te zijn om de internationale handel in de Atlantische blauwvintonijn volledig te verbieden door deze op CITES lijst 1 (dat zijn direct met uitsterven bedreigde dieren en planten) te plaatsen. Op de CITES conferentie van 13 t/m 25 maart 2010 werd dit voorstel met grote meerderheid verworpen. Tegenstemmers waren Spanje, Italië, Frankrijk, IJsland en Libië (doen zelf aan visserij), Japan (importeert vis) en China.

## Handel
Het Japanse Mitsubishi Corporation is de grootste importeur van tonijn en beschikt over een eigen tonijnvloot en tonijnboerderijen. Verder produceert en verhandelt ze auto's, schepen, motoren, olie, kolen, metalen, voedingsmiddelen. Zij erkent dat er een probleem is maar blijft de handel in tonijn voortzetten.
In 2007 zijn de laatste blauwvintonijnproducten uit de Nederlandse supermarkten verwijderd. In 2008 zijn de meeste supermarkten gestopt met overbeviste geelvintonijnsteaks. Ook volgens de ISSF wordt blauwvintonijn uitsluitend vers aangeboden en niet meer in blik in de supermarkten. Sommige supermarkten geven aan dat ze uitsluitend nog Albacore tonijn verkopen. Echter, op etiketten van tonijn in blik wordt meestal niet aangegeven om welke soort het gaat en soms wordt er misleidende informatie gegeven. Een probleem blijft de illegale, ongereguleerde en ongerapporteerde vangst van tonijn. Dit probleem wordt ook door de ISSF erkend.